# Društveni kapital
Društveni kapital predstavlja društveno-ekonomski koncept sa brojnim definicijama koje su zasnovane na vrednostima društvenih mreža.
Društveni kapital jednog društva uključuje institucije, odnose, stavove i vrednosti koje upravljaju međuljudskim interakcijama i doprinose privrednom i društvenom razvoju.
U istraživanjima je retko definisan jasno i nedvosmisleno.
Povećanje kompleksnosti i nesigurnosti poslovnog okruženja dovelo je krajem devedesetih godina 20.veka do većeg interesovanja ekonomista, sociologa i psihologa za koncept poverenja.

## Poverenje kao važan element društvenog kapitala
Pojam poverenje u društvenom kapitalu, ekonomisti su difinisali na različite načine. Ekonomista Barber izdvaja tri tipa očekivanja ponašanja drugih ljudi:
- ocekivanje istrajnosti i ispunjenja prirodnog i moralnog društvenog poretka;
- očekivanje tehničke kompetentnosti onih koji su sa nama uključeni u neku poslovnu aktivnost;
- očekivanje da će poslovni partneri u interakciji ispuniti njihove obaveze i da je njihova dužnost u određenim situacijama da interes drugih postave ispred vlastitog.

Poverenje je jedan od najvažnijih elemenata svih transakcija. Ipak, idealni tržišni model ne uzima u obzir poštenje agenata. Poverenje u neku osobu stičemo na osnovu poznavanja njenih sklonosti, veština, mogućih opcija i njihovih posledica. Dugoročno posmatrano, postoji jedan izuzetno vazan element za poverenje, a to je reputacija ili poslovni ugled.
Prema Mari Sako, treba praviti razliku između:
1. poverenja u nečiju sposobnost;
2. poverenja u nečije namere;
3. ugovorno poverenje;
4. dobrovoljno poverenje;
5. interpersonalno poverenje;
6. institucionalno poverenje;

Frensis Fukujama (uticaj poverenja na oblikovanje ekonomskih performansi preduzeća i države). Definiše poverenje kao očekivanje regularnog, časnog i kooperativnog ponašanja.
Dve grupe zemalja:
1. Zemlje sa niskim nivoem poverenja (Kina, Italija, Francuska, Koreja)
2. Zemlje sa visokim nivoem poverenja (Japan i Nemačka)

Analizirajuči nivo poverenja u SAD, Fukujama zapaža da se u ovoj zemlji negovao individualizam, a istovremeno su se razvijale hijerarhijske korporacije. Ove korporacije su nagoveštaj savremenih privatnih poslovnih organizacija koje su važan faktor za održavanje i razvijanje društvenog poverenja. Ozbiljan nedostatak Fukujaminog dela je odsustvo metričkog plana za merenje društvenog poverenja.

## Kako meriti poverenje
Dve vrste metoda:
1. Kvantitativne metode (teorija igara, upitnici, intervju, Likertove skale i statistički metod);
2. Kvalitativne metode (dubinski intervju i studije slučaja)

Interesantna metoda merenja poverenja je posebno upotreba Likertovih skala (petostepenih, sedmostepenih ili desetostepenih). 
To su bipolarne skale na kojima je najčešće ponuđeno 5-7 odgovora u rasponu od jakog neslaganja do izuzetnog slaganja sa nekim stavom.
| 1 | Volim saznati više o sebi                                    | 1 2 3 4 5 |
| 2 | Znam svirati neki muzički instrument                         | 1 2 3 4 5 |
| 3 | Najlakše mi je rešiti neke probleme kada radim nešto fizički | 1 2 3 4 5 |
| 4 | Često mi se vrti pesma u glavi                               | 1 2 3 4 5 |
| 5 | Planiranje budzeta i upravljanje novcem ide mi lako          | 1 2 3 4 5 |
| 6 | Lako izmišljam priče                                         | 1 2 3 4 5 |
| 7 | Oduvek sam bio/la spretan/a (u trčanju, skakanju i slično)   | 1 2 3 4 5 |

Kada je reč o poslovnom poverenju mogu biti vrednovana sledeća pitanja:
- Važnost dobijanja informacija od subjekata izvan firme;
- Zajednička ulaganja;
- Odnosi sa snabdevačima i potrošačima;
- Društveni kontakti sa prijateljima i porodicom;
- Članstvo u profesionalnim telima (npr. u privrednoj komori).

## Teorije o društvenom kapitalu
U periodu 1986-1995 obrazovane su četiri osnovne teorije o društvenom kapitalu:
1. Burdieova[3]
2. Kolmanova[4]
3. Patnamova
4. Fukujamina

### Burdieova teorija
Razlikuju se četiri forme kapitala: ekonomski, kulturni, simbolički i društveni. Autor reformiše Marksov koncept kapitala jer razlikuje više oblika kapitala: materijalni (fizički, ekonomski) i nematerijalni (kulturni, simbolički, socijalni). 
Kulturni kapital se pojavljuje u tri stanja:
1. u predmetnom stanju - odnosi se na slike, knjige, instrumente, mašine i druge proizvode koje je napravila ljudska ruka;
2. u institucionalnom stanju - obuhvata obrazovne kvalifikacije kao što su razni sertifikati, diplome i akademski stepeni;
3. u trećem stanju - kulturni kapital egzistira kao ponašanje i u najvećem obimu se formira u ranom detinjstvu.

Društveni kapital ima dve komponente: on predstavlja resurs koji je povezan sa grupnim članstvom i društvenim mrežama i simbolička dimenzija društvenog kapitala.

### Kolmanova teorija
Društveni kapital je definisam svojim funkcijama. Društveni kapital se sastoji od nekih aspekata društvene strukture i omogućuje određene akcije aktera, bilo individua bili korporatvnih aktera. 
Društveni kapital poseduje još neke važne funkcije:
1. Definisanje normi i kreiranje efektivnih sankcija;
2. Kreiranje obaveza i očekivanja;
3. Obezbeđenje organizacionog okvira;
4. Olakšavanje paricipacije u lokalnoj zajednici;
5. Unapređenje veza sa familijom, prijateljima i susedima;
6. Unapređenje poslovnih veza i kontakata.

Kao i ostale forme kapitala i društveni kapital je produktivan. Izuzetno važan činilac koji utiče na nivo društvenog kapitala je informacioni potencijal koji proizilazi iz društvenih interakcija. 
Sledeći konstitutivni element društvenog kapitala su norme i efektivne sankcije. Važna specifičnost društvenog kapitala koja ga razlikuje od ostalih vidova kapitala je aspekt opšteg dobra.

### Patnamova teorija
Izuzetan značaj za popularizaciju i promociju društvenog kapitala imaju dela:
- „Stvaranje demokratije“
- „Građanska tradicija u savremenoj Italiji“
- Serija radova „Kuglanje u samoći“ i „Merenje društvenog kapitala i posledica“

Patnamov rad „Stvaranje demokratije“ predstavlja istraživanje o uzrocima uspešnosti državnih performansi. Njegov rad takođe doprinosi razumevanju interakcije između društvenog kapitala i ekonomskih performansi.
Nivo društvenog kapitala Patnam je računao na osnovu dve varijable:
1. Broj građanskih udruženja(sindikati, političke partije, fudbalski timovi...);
2. Nivo poverenja.

Patnam je napravio listu od 12 indikatora za utvrđivanje kvaliteta rada vlade: 
stabilnost kabineta; spremnost vladine administracije da isplaćuje predviđena budžetska sredstva na vreme; statističke i informatičke usluge; reforma zakonodavstva; zakonodavne inovacije; dnevne bolnice; porodične klinike; instrumenti industrijske politike; poljoprivredni kapaciteti; troškovi lečenja i stanovanja i urbani razvoj.
Autor je izvršio merenje društvenog kapitala koristeći se kompozitnim indeksom u koji ulazi 13 različitih pokazatelja svrstanih u 5 grupa: 
1. Mere zajedništva i organizacionog života;
2. Mere angažovanja u javnim poslovima;
3. Mere voluntarizma;
4. Mere neformalne socijabilnosti;
5. Mere društvenog poverenja;

### Fukujamina teorija
Fukujama u svom teoretskom konceptu nastoji da ispita ekonomsku i političku funkciju društvenog kapitala kao i da ukaže na strategije njegovog razvoja. Društveni kapital prema njemu predstavlja trenutnu neformalnu normu koja promoviše saradnju između dve ili više individua. Norme koje konstituišu društveni kapital moraju da vode ka grupnoj kooperaciji i treba da budu povezane sa tradicionalnim vrlinama kao što su: čast, pouzdanost u ispunjenju dužnosti... 
Fukujama u svojim istraživanjima nastoji da poredi ekonomske performanse raznih nacija i preduzeća na bazi različitih nivoa poverenja, (kod njega poverenje ima važnu ulogu u objašnjenju društvenog kapitala). 
Prema Fukujami, sve grupe koje imaju društveni kapital poseduju izvesni radijus poverenja, on predstavlja krug ljudi između kojih su norme saradnje operativne. Ako grupni društveni kapital proizvodi pozitivne posledice, radius poverenja može biti veći nego sama grupa i obrnuto. 
Ekonomska funkcija društvenog kapitala je da smanji transakcione troškove vezane za mehanizme formalnog usklađivanja kao što su: ugovori, hijerarhije, birokratska pravila. Nijedan ugovor ne može da predvidi svaku pojedinost koja može da iskrsne između strana. 
Fukujama ispituje dejstvo društvenog kapitala na sferu građanskog društva. Visok nivo društvenog kapitala utiče na stvaranje gustog građanskog društva što predstavlja potreban uslov za savremenu liberalnu demokratiju. Nizak nivo društvenog kapitala vodi ka neefikasnom upravljanju na lokalnom i regionalnom nivou.

## Vrste društvenog kapitala
Istrazivači sa Univerziteta u Harvardu gledaju na društveni kapital kao sumu preferencijalnog i kooperativnog društvenog kapitala. Ova podela je utvrđena u odnosu na skalu procene društvenog planera koji treba da ima korisnu funkciju za društveno-ekonomsko blagostanje. Preferencijalni društveni kapital je zasnovan na prostom altruizmu, ne zahteva od agenata da predviđaju tok događaja unapred. Kooperativni društveni kapital nastaje usled ponovljenih interakcija između grupa agenata. Kooperativni društveni kapital se uvećava ako saradnja nije samo obostrana već obuhvata grupe agenata saradnika. 
Fukujama ističe da je društveni kapital češće proizvod hijerarhijskih izvora autoriteta koji se zasnivaju na specifičnim normama i očekuju poslušnost iz često iracionalnih razloga. Tipičan primer za to su religije poput Hrišćanstva, Budizma, Hinduizma, Islama. Ovakve norme imaju moć da opstaju u izuzetno dugim vremenskim periodima.

## Merenje društvenog kapitala
Konceptualizaciju i operacionalizaciju značenja i merenja društvenog kapitala otežava njegova složena, multidimenzionalna priroda.
Dve faze merenja društvenog kapitala:
1. Specifikacija inputnih varijabli pomoću kojih će se meriti društveni kapital; utvrđivanje metodoloških tehnika za dobijanje potrebnih informacija;
2. Primena statističkih metoda (korelaciona i regresiona analiza, faktorska analiza gl. komponenti i dr.), modela verovatnoće baziranih na teoriji igre i određenih matematičkih modela za utvrđivanje uticaja društvenog kapitala na ekonomske pokazatelje i parametre društvenog blagostanja.

### Švajcarsko istraživanje društvenog kapitala iz 2002. god.
Prva faza istraživanja je obavljena na uzorku od 7799 ispitanika iz 5074 domaćinstava. Korišćene metodološke tehnike: periodična telefonska anketa na stalnom uzorku domaćinstava kombinovana sa individualnim intervjuima svih članova domaćinstava iznad 14 god.; Likertove deseto-stepene skale i kroz tabelarni proračun. 
Inputne varijable za merenje društvenog kapitala: 
- poverenje u institucije;
- uključenost u mreže;
- emocionalna i praktična podrška u privatnoj sferi.

Poverenje u javne institucije u Švajcarskoj izraženo u procentima:
|                               | Potpuno poverenje | Visok stepen poverenja | Umereno poverenje | Vrlo nizak stepen poverenja |
| ----------------------------- | ----------------- | ---------------------- | ----------------- | --------------------------- |
| Federalni savet               | 5                 | 19                     | 31                | 45                          |
| Političke partije             | 1                 | 6                      | 22                | 71                          |
| Ekološki pokreti              | 3                 | 17                     | 28                | 52                          |
| Organizacije za ljudska prava | 7                 | 25                     | 29                | 39                          |

## Projekat Svetske banke za zemlje u razvoju iz 2003. god.
Projekat Svetske banke ima najveći domet u pogledu standardizacije merenja društvenog kapitala. Iskustva su stečena u istraživanjima o siromaštvu, grupnom i mrežnom povezivanju, poverenju, političkim angažmanima, uticaju društvenog kapitala na blagostanje i dr. Od metodoloških tehnika korišćeni su:
- Integrisani upitnik SC-IQ
- Multivarijantna analiza društvenog kapitala i blagostanja u domaćinstvima

U upitniku SC-IQ ispituje se šest dimenzija:
1. Grupna pripadnost;
2. Poverenje i solidarnost;
3. Kolektivna akcija;
4. Informacije i komunikacija;
5. Društvena kohezija i uključenost;
6. Ovlašćenja i političke akcije.

Za prikupljanje informacija najčešće su korišćene sledeće metodolske tehnike: pisani upitnik, razgovor, telefonska anketa i postanski upitnik. 
Telefonska anketa - nedostaci upotrebe ove tehnike su brojni, ali najvažniji su: teze uspostavljanje kontakta sa ispitanikom, pad pažnje kada br. pitanja prevazilazi 12, iskrenost podataka je pod znakom pitanja, fiksna telefonija nema svuda 100% pokrivenost i sl. 
Poštanski upitnik - nedostaci su: neadekvatan odziv ispitanika, nije najbolji kada se traže spontani ogovori i sl.; najbolje je da se kombinuje sa intervjuom. 
Pismeni upitnik – sprovodi se na uzorku ne manjem od 1500 ispitanika, a najbolji je u kombinaciji sa standardizovanim intervjuom.

## Značaj društvenog kapitala za ekonomiju
Značaj društvenog kapitala za ekonomiju može se analizirati na tri nivoa.
1. Mikro-ekonomski razvoj;
2. Makro-ekonomski razvoj;
3. Finansijski sektor.

Uticaj društvenog kapitala na mikro-ekonomski razvoj se može posmatrati na nivou porodice, firme i zajednice. Uticaj društvenog kapitala na firme manifestuje se preko gustih poslovnih mreža koje podstiču ekonomske saradnje koje izgrađuju poverenje između ekonomskih subjekata. Društveni kapital se stvara u firmi i između preduzeća, značajno smanjuje rizik i nesigurnost poslovanja. 
Kada je reč o makro-ekonomskom razvoju moguće je pratiti uticaj društvenog kapitala na javni i privatni sektor, ekonomski rast, trgovinu, radnu pokretljivost i ekonomske nejednakosti. 
Koncept društvenog kapitala se u novije vreme koristi kao objašnjenje za kašnjenja u razvoju tranzicionih privreda kao i za analizu nerazvijenosti zemalja trećeg sveta. Osnovna ideja je da se društveni kapital upotrebi kao sredstvo za smanjenje ekonomskih nejednakosti zbog sposobnosti da podstiče kolektivnu akciju i izjednači postojeće razlike.
Stabilan i pavičan finansijski sistem predstavlja preduslov za održiv rast. Društveni kapital ima uticaj i na formalni i na neformalni finansijski sistem. Neformalni mehanizmi najčešće obuhvataju rotacione štednje i kreditna udruženja koja uključuju:
- Grupe od 5-20 ljudi koji imaju međusobno poverenje;
- Sastanke najčešće jednom mesečno;
- Prilaganje manje novčane sume kao zajedničkog uloga;
- Davanje zajedničke novčane sume pojedinačnom članu svake nedelje;
- Ne postoji pisani niti formalni ugovori, sve sporazume nadgledaju i sprovode članovi grupe.

## Literatura
- Social capital
- Društveni kapital
- What is social capital?
- Društveni kapital i obrazovanje Архивирано на веб-сајту  (10. март 2016)
- Ribert Pitman
- Francis Fukuyama
- Mari Sako
- Robert Putnam, social capital and civic community
- Francis Fukuyama’s Theory of the State

## Spoljašnje veze
- Brad M. Barber Архивирано на веб-сајту  (17. мај 2014)
- Mari Sako